# VanossGaming
VanossGaming，本名方艾文（音譯，1992年5月31日—），加拿大籍Youtuber。

## 生平
Evan Fong生於加拿大安大略省多倫多，母親是韓裔，父親是華裔。他自中學時期就開始打冰上曲棍球，並憑藉體育獎學金進入大學，主修經濟學。由於Youtuber事業的成功，他於第二年放棄了學業。
Evan於2011年開始接觸Youtube，成為一位業餘的Youtuber，並很快的轉為全職。他的頻道內容多為遊戲錄影，大部分是他與其他Youtuber遊玩競賽型遊戲的精華剪輯（主要為GTAV、Gmod以及決勝時刻系列），還有一些利用遊戲漏洞達成的趣味影片。截至2024年9月2日，VanossGaming頻道已擁有近2600萬名用戶，為遊戲類頻道全球排名第四名。此外，他也參與遊戲Dead Realm的製作工作，與其他兩位Youtuber一同出任創意總監。2017年開始以Rynx為藝名開始製作音樂。

## 頻道歷史

VanossGaming在2011–2015使用的logo

Evan Fong於2011年9月15日在YouTube上創建了VanossGaming頻道。頻道名稱的靈感來自BMW公司VANOS引擎的「可變汽門正時」。他父親早年曾在PlayStation 3上使用一個名為「vanoss62」的ID，他以此為基礎把頻道名稱起名為「VanossGaming」，並延用至今。
頻道內容大多為遊戲影片，不同於大部分Youtuber，他並不會拍攝自己在遊玩遊戲的實際情況，在慶祝訂閱人數破一百萬的影片中才首次露臉，其後有露臉的影片也大多是慶祝類型的影片或是其他Youtuber的生活Vlog影片。
2015年11月26日，Evan宣布將為VanossGaming頻道更換新logo，並於隔天發行了限量版新logo的商品。新logo以黑色為底，用簡單的白色線條勾勒出貓頭鷹圖像，並運用設計手法巧妙地在logo中心形成了一個字母「V」字。貓頭鷹圖案代表著他在俠盜獵車手V裡的角色面具，是其成名特色。

### 獎項
| 年份 | 獎項            | 類別         | 狀態 | 連結  |
| ---- | --------------- | ------------ | ---- | ----- |
| 2014 | The Game Awards | 最受歡迎玩家 | 提名 | [ 7 ] |

## 軼事
- 雖然是亞洲血統，但是其父母雙方的家族都已在加拿大落地生根多年，因此Evan並不懂中文或是韓語。
- 因為不希望私生活被打擾，成名後仍然極少露臉，其家人與伴侶也不曾出現在其影片中。

## 外部連結
- YouTube上的VanossGaming頻道
- VanossGaming的Facebook專頁
- VanossGaming的Instagram帳戶
- VanossGaming的X（前Twitter）